# 시바타 도루
시바타 도루(일본어: 柴田 徹, 2001년 2월 18일~)는 일본의 축구 선수이다.

## 구단 경력
그는 2023년 J1리그의 쇼난 벨마레에 입단했다. 6월 J3리그의 후쿠시마 유나이티드 FC로 이적했다.